# Месец
Месец (лат. Luna; симбол: ☾) је Земљин природни сателит и уједно најближе небеско тело, удаљено у просеку 384 401 km, тако да светлост с Месеца на Земљу стиже за 1,25 секунди. Месец обилази Земљу по елиптичној стази средњом брзином од 1,02 , и прелази дневни лук од 13° 10". Месец је чврсто небеско тело пречника 3 474 km, те је по површини 14 пута, по обиму 50 пута, а по маси 81 пута мање од Земље. Убрзање силе теже је на Месецу 6 пута мање него на Земљи. Месец обиђе око Земље за 27 дана 7 сати 43 минута и 11.6 секунди (сидерички месец).
Месец је најсјајније небеско тело након Сунца, чија светлост је рефлектована (не ствара властиту светлост попут звезда). Пун Месец привидне је звездане величине –12,74, албедо му је 0,07, а угаона величина се види под углом од приближно 0,5°. Земљи окреће стално исту страну, јер се обилазак и ротација одвијају у истом смеру, а времена обиласка и окрета су једнака, што је последица Земљиног плимног утицаја. Стаза му је нагнута према равни еклиптике за 5° 9'. Више од половине површине Месеца види се због либрације (59%). Месечеве мене промене су Месечеве осветљености током синодичног месеца (млади Месец, прва четврт, пун Месец и последња или задња четврт), а настају због сталне промене Месечева положаја према Земљи и Сунцу. Када Месец уђе у Земљину сенку, настаје помрачење Месеца, а када се нађе између Земље и Сунца (Месечеви чворови), настаје помрачење Сунца. Привлачне силе Месеца и Сунца узрокују на Земљи морске мене (плиму и осеку). Својом привлачношћу Месец утиче на Земљину стазу око Сунца (нутација).
Густина Месеца је 3,34 /3, по чему је други природни сателит у Сунчевом систему. Његово кретање у сложеном гравитационом пољу Земље и Сунца подложно је многобројним поремећајима. Месечева удаљеност од Земље стално се мења, јер се Мјесец око Земље креће по елипси, а осим тога у дужим временским размацима његова стаза нема сталан облик и величину. Просечна је удаљеност 384 401 , што је најпре било тачно измерено методом дневне паралаксе, затим радаром и лидаром. Методама небеске механике обрађује се Месечево кретање у сложеном гравитацијском пољу Сунца, Земље и планета. За раздобље од 1750. до 2125. израчунато је да је Месец најближе Земљи, 356 375 km, био 4. јануара 1912, а да ће најдаље од Земље, 406 720 km, бити 3. фебруара 2125. Мерењем удаљености ласером (лидаром), зрака који се одбија од огледала која су на Месец поставили астронаути Апола 11, установљено је да се Месец просечно годишње удаљава од Земље 3.8 . На темељу тог опажања постављена је хипотеза да је Месец настао сударом Земље с планетоидом величине Марса пре више милијарди година, те да ће се, иако гравитацијски везан за Земљу, и даље удаљавати. Такав постанак Месеца може објаснити сличност његовог геолошког састава са саставом Земље. Како Земљина гравитација утиче на Месец, тако и Месечева гравитација утиче на Земљу и на стабилизацију њене осе ротације, која би без утицаја Месеца имала много већу земљину прецесију, што би узроковало промене глацијалних и интерглацијалних геолошких раздобља у много краћим раздобљима него што су се оне стварно збивале.
Месец нема текућу воду ни значајну атмосферу. Густина атмосфере је много пута мања од Земљине, па је по броју молекула у кубном центиметру (дању 10 000, ноћу 200 000) ближа густини молекула у међупланетном простору. Рељефне су карактеристике Месеца: мора, висоравни и кратери, са уочљивим последицама тектонских процеса и вулканизма. Морем се називају тамнији делови (равнице окружене планинским ланцима), иако на Месецу нема воде. На обликовање површине битно је утицао удар великих тела, планетоида и метеорита, уз околности одређене стањем унутрашњости и њеним развојем (хлађење унутрашњости, вулкански процеси). Површина је покривена слојем реголита, ситнозрнастих растреситих и порозних одломака на каменитој подлози. Температура површине мења се од –160 °C ноћу до +120 °C дању.

## Постанак Месеца
Старост Месечевих тела мерена је радиоактивном методом и установљено је да је у распону од 4,6 до 3,2 милијарди година. Раније је већ било измерено доба метеорита од 4,6 до 4,7 милијарди година, па се сматра да је то старост планетарног система. Највероватније је да су све планете настале истовремено, из прасунчеве маглине. На Земљи су најстарије стене датиране на 3,8 милијарди година, што не значи да је Земља млађа, јер су промене тла могле и а сакрију трагове старости. Геолошки процеси на Месецу одвијали су се друкчије него на Земљи. Хемијски састав Месечеве и Земљине материје показује сличности, али и разлике. На пример, изотопни је састав кисеоника у кори оба небеска тела једнак. Месечеви материјали се знатно разликују од Земљиних по томе што су у њима мање заступљени лако испарљиви и лако топљиви елементи. Нема воде, ни оксида гвожђа. Више хипотеза настоји да објасни постанак Месеца. Мање су вероватне хипотезе о захвату Месеца који је претходно формиран у неком другом подручју прасунчеве маглине, те хипотезе о одвајању Месеца од Земље због њене брзе ротације. Вероватније је да је Месец настао од сателитског роја чврстих честица у Земљиној околини. У основи те хипотезе је идеја да тело веће масе „купи“ на себе тела мање масе и тако расте. Претпоставља се да се такво веће тело удаљава од Земље због њеног плимног утицаја, учинак који се и данас осећа, те на спиралном путу прикупља материју из сателитског роја. У задње време се разматра и идеја о тангенцијалном удару у Земљу тела чија маса није већа од десетине Земљине масе, након чега размрвљени део Земље прелази у сателитски рој сударом јако загрејан и тиме дехидриран. Затим се из сателитског роја ствара један природни сателит. Мања просечна густина Месеца последица је тога што је створен од приповршинских слојева Земље.
Према геолошким подацима, мерењима старости донесеног материјала и знања о грађи унутрашњости може се написати следећи сценариј о постанку Месечеве површине. Материјал из којег се створио имао је мању густину него материјал из којег се створила Земљина кора и спољашњи плашт. Под ударцима падајућег материјала Месец расте до данашње величине и загрева се. Површински слој, дубок неколико стотина километара, растаљен је у прошлости од -4,6 до -4,4 милијарди година. Време тешког бомбардовања траје укупно око пола милијарде година. У растопљеном слоју материје мање густине одвојиле су се ближе површини. Падови метеора остављају видне трагове тек након што се хлађењем усталила кора, па од -4,4 до -4,1 милијарди година стварају нама познати својствен рељеф Месеца. Притисци који се развијају приликом удара ломе тло на великим удаљеностима и до дубине од неколико километара. Већа тела, планетоиди од десетак километара, изазивају велика пустошења и отварају велике удубине (басене), око којих од потиснутог материјала настају прстенови планина. Материјал рубних планина Мора киша стар је 3,9 до 4,0 милијарди година. Тако су настали басени свих мора. Базалтна испуна појавила се касније.
До глобалног утицаја радиоактивног загревања дошло је тек пошто се кора охладила. Растопљени део плашта пробио се под притиском кроз распуклине до базена и испунио их. Магма се охладила и дала данашњи изглед мора. Ток лаве из дубине каснио је у ствари много милиона година након ископавања базена. Лава у Мору тишине стара је 3,7, у Океану олуја 3,3, а у Мору киша 3,3 до 3,2 милијарде година. Затим се и плашт охладио до великих дубина. Стога ударци метеора нису више могли довести до изливања магме на површину. Млађи базени имају површину мање прекривену материјалом мора. Источно море једно је од таквих млађих облика. Под ударцем, Месечева је кора попуцала у облику кружних таласа тамо где се јавила амплитуда потресних таласа, те је у та прстенаста подручја, као и у средишњу јаму, из растопљене унутрашњости потекла магма. Изглед Месеца стваран је заједничким деловањем спољних и унутрашњих сила, метеорских удара и процеса у унутрашњости Месеца. Не зна се тачно када су настали облици налик калдерама и куполасти брежуљци. Плашт је тада морао бити растопљен непосредно под кором, или су у кори постојали магматски џепови, вулканска огњишта. После великих катастрофа настављали су се мањи удари, који су растресали већ испремештану површину. Таквим прекапањем развио се слој реголита на површини.
У Месечевој кори видљива је њена историја. До промена је долазило једино новим ударима и надолажењем лаве. У појединим примерима може се пратити низ развојних ступњева. Удубина Мора киша настала је услед катастрофалног удара неког планетоида, тако да је материјал распрснут преко читаве површине Месеца. Пре него што се у насталу удубину излила лава, већ су се појавили нови кратери, као Архимеда. Он није могао настати пре базена Мора киша, јер би га удар избрисао; лава се морала појавити после јер га је надопунила и изравнала му дно. До сличних закључака доводи бројање кратера на једнако великим површинама. У Мору тишине много је мање кратера него у копнима. Море киша и Океан олуја имају још мање кратера на површини, а према радиоактивном датирању она и јесу млађа мора. Занимљиво је да мањи кратери настају чешће на великом кратеру него обратно. То сведочи да су поступно, с временом, у простору међу планетама преостајала све ситнија тела, па је тако и с општим смањењем њихова броја, јењавало метеорско бомбардовање.

## Помрачења Месеца и Сунца
Током кретања у простору положаји Сунца, Месеца и Земље се мењају и доводе до међусобног заклањања односно до помрачења Сунца и Месеца. Потпуна помрачења се користе у космичкој геодезији за везивање континенталних тригонометријских мрежа, које помажу у стварању јединственог светског научног система. У исту сврху се користе и појаве окултација звезда (кад Месец током свог кретања сакрије неке звезде). Привлачна сила Месеца, а у мањој мери и Сунца (лунисоларни утицај), узрокује на Земљи плиму и осеку мора и језера, као и „дисање“ Земљине коре што је 3 пута слабије од плиме и осеке. Утицај месеца на људе и друга бића је још увек неразјашњен, али је сигурно да се инсекти оријентишу помоћу Месеца.

## Ротација
Сила земљине теже је Месец временом толико успорила да се његова ротациона брзина прилагодила његовом орбиталном периоду. То значи да се Месец окрене само једанпут око своје осе у току окретања око Земље. Због тога се са Земље може видети само једна страна Месеца. 1959. године је совјетска летелица/сонда Луна (Луна 3) обишла Месец и двема фотокамерама га снимила с даљине од 60 хиљада километара. На основу тих фотографија, Совјетска академија наука је саставила и издала први атлас дела Месечеве површине који се не види са Земље. Месец, такође, временски успорава брзину кружења Земље, тако да тај успоравајући утицај продужује годишње дан на Земљи за 20 микросекунди. Притом се енергија кружења Земље претвара у топлотну енергију и импулс ротационог кретања се преноси на Месец, чије се растојање од Земље годишње повећава за 4 cm. Ова појава је утврђена ласерским мерењима 1995. године.

## Својства Месечеве атмосфере
Месец има знатно слабију гравитацију од Земљине, нема своје магнетно поље, има изразите варијације температуре у кратком временском интервалу и изложен је директним утицајима космоса. Ово утиче да је атмосфера значајно ређа од Земљине, односно скоро да је и нема. Иако је састав Месечевог тла сличан Земљином, атмосфера, односно њени остаци, су потпуно другачији.
- притисак 3 × 10−13 kP
- хелијум 25%
- неон 25%
- водоник 23%
- аргон 20%
- трагови метана, амонијака и угљен-диоксидa

## Састав Месечеве коре
| Хемијски састав Месечеве коре‍ | Хемијски састав Месечеве коре‍ | Хемијски састав Месечеве коре‍ | Хемијски састав Месечеве коре‍ | Хемијски састав Месечеве коре‍ |
| ----------------------------- | ----------------------------- | ----------------------------- | ----------------------------- | ----------------------------- |
|                               |                               |                               |                               |                               |
| кисеоник                      | кисеоник                      |                               | 0                             | 43%                           |
| силицијум                     | силицијум                     |                               | 0                             | 21%                           |
| алуминијум                    | алуминијум                    |                               | 0                             | 10%                           |
| гвожђе                        | гвожђе                        |                               | 0                             | 9%                            |
| калцијум                      | калцијум                      |                               | 0                             | 9%                            |
| магнезијум                    | магнезијум                    |                               | 0                             | 5%                            |
| титанијум                     | титанијум                     |                               | 0                             | 2%                            |
| никл                          | никл                          |                               | 0                             | 0,6%                          |
| натријум                      | натријум                      |                               | 0                             | 0,3%                          |
| хром                          | хром                          |                               | 0                             | 0,2%                          |
| калијум                       | калијум                       |                               | 0                             | 0,1%                          |
| манган                        | манган                        |                               | 0                             | 0,1%                          |
| сумпор                        | сумпор                        |                               | 0                             | 0,1%                          |

- фосфор 500 ппм(делова по милиону)
- угљеник 100 ппм
- азот 100 ппм
- водоник 50 ппм
- хелијум 20 ппм

## Истраживање
На Месец је упућено више од 50 свемирских летелица, а меко се спустило двадесетак. Летилице су припремљене за различите намене и упућиване су у више махова, из Совјетског Савеза и из Сједињених Америчких Држава. Прва је 13. јула 1959. на тло Мора киша, покрај кратера Архимеда, пала Луна 2 (Програм Луна). Луна 3 заобишла је Месец и снимила део обратне стране. Затим се помоћу Програма Рејнџера успело установити какво је тло. Пре лансирања није била позната дебљина површинске прашине и није се знало хоће ли летјелице у њу утонути. Летилице Рејнџер су ударале у површину, шаљући снимке до посљедњег тренутка. Снимци су открили детаље са 0,25 м. Како су се приближавали површини, видео се све већи број све мањих кратера. Тренутак судара с Месецом каснио је у поређењу с прорачунатим тренутком, на основи чега је закључено да је геометријски центар Месеца даље од Земље него центар масе или тежиште.
Прво меко пристајање успело је тек након четвртог покушаја другој серији из програма Луна, и то Луни 9. Она је 3. фебруара 1966. пристала у Океан олуја. Место силаска добило је у спомен назив: Planitia Descensus. Четири снимка приказала су први пут панораму Месеца. Слој прашине од неколико центиметара није омео спуштање летилице. Истраживање Месеца из путање започето је 3. априла 1966, када је Луна 10 постала први вештачки Месечев сателит. Совјети су се за испитивање околине Месеца користили и летилице из Програма Зонд, од којих су се неке вратиле на Земљу.
Серија америчких летилица из Програма Сурвејор, меко спуштених на тло, и серија летилица у путањи, из Програма Лунар Орбитер, припремала је долазак људи. Летилице у путањи мериле су јачину гравитацијског поља, бројност метеора и микрометеора, јачину космичких зрака, магнетско поље, Сунчево зрачење, радиоактивност тла над којим су надлетале, а снимале су и површину ради израде селенографских карти и геолошких истраживања. Мерни инструменти на тлу били су даљински управљани, опремљени телевизијским камерама, узимали су узорке тла и испитивали његову чврстоћу и хемијски састав.
Првим људима на Месецу, који су ступили на тло 21. јула 1969. (Аполо 11), претходиле су две истраживачке групе с људском посадом (Аполо 8, године 1968, и Аполо 10, године 1969), које су Месец више пута облетеле. На површину Месеца је од 1969. до 1973. укупно пристигло 6 људских истраживачких група, док се једна група није успела спустити, већ је Месец само облетјела (Аполло 13). Две од шест група спустиле су се у планинска подручја. Астронаути су узимали узорке тла, фотографирали, постављали геофизичке уређаје, те испитивали понашање материјала у Месечевим околностима. Место спуштања првих људи у Мору тишине прозвано је Statio Tranquilitatis, а омања три кратера добила су имена Армстронг, Алдрин и Колинс.
На Месецу није нађен живот. Он је савршено стерилан, а микроорганизми не могу опстати у струји Сунчевог ветра и неослабљених космичких зрака. Без атмосфере, свемирско одело (енгл. skafander) је обавезна опрема астронаута. Упркос томе што су оптерећени опремом, астронаути су се осећали удобно, могли су поскакивати до метра висине и потркивати брзином од 2 m/s. Равнотежа им је мањи проблем него на Земљи, а када су пали, ударац је благ због малог убрзања силе теже. Изглед околине нападно се мења с нагибом Сунчеве светлости. Када је Сунце при обзору, удаљености је тешко проценити, а нијансе предмета су пригушено зелене. С дизањем Сунца предмети постају смеђи. У подне је околина блештеће бела. Ноћи су прекрасне. Земља је 80 пута свјетлија од пуног месеца, а и звезде су сјајније и не титрају. Крећу се преко хоризонта тридесет пута спорије него над Земљиним хоризонтом.
После 1969. настављена су испитивања с Програмом Луна. Заједно с ископаним материјалом вратиле су се Луна 16 (1970), Луна 20 (1972) и Луна 24 (1976). Летилице Луна 17 (1970) и Луна 21 (1973) пренеле су покретне лабораторије, Луноход 1 и 2. Луноход 1 деловао је десет месеци, а Луноход 2 пет месеци; притом су превалили 10 односно 37 km. Лунарна возила су послала велике количине података о морфологији рељефа, физичком и хемијском саставу, о јачини магнетског поља, осветљености неба и одразним својствима површине, те о космичким зрацима и рендгенском зрачењу Сунца.
Од 1976. запажа се предах у истраживању Месеца. После 2004, Јапан, Кина, Индија, САД и Европска свемирска агенција (ЕСА) су послале летилице у Месечеву путању, које су запазиле присуство воденог леда унутар кратера у сенци унутар Месечевог реголита. Кина је послала у склопу летилице Chang’e 3 и лунарно возило 14. децембра 2013.

## Вулканизам на Месецу

### Рани утисци
Италијански астроном Галилео Галилеј, посматрајући Месец кроз свој телескоп 1610. године, погрешно је протумачио да су лунарне равнице лаве попут Земљиних мора. Назвао их је „maria” према латинској речи за мора. Британски хемичар Роберт Хук 1665. године први је предложио да су зделаста удубљења распоређена по лунарном пејзажу заправо вулкани. Њихово вулканско порекло поткрепљено је њиховом сличношћу са кратерима Флегрејских поља у Италији. Француски астроном Пјер Анри предложио је да су Месечеви кратери срушене вулканске куполе које су избациле све своје гасове. Пјер Симон Лаплас, такође француски астроном, предложио је у 18. веку да су метеорити заправо вулкански пројектили избачени из лунарних кратера током великих ерупција.
Порекло лунарних кратера остало је контроверзно током прве половине 20. века. Присталице постојања вулканизма на Месецу тврдиле су да су светле траке које се зракасто шире из неких кратера биле трагови вулканског пепела слични онима пронађеним на планини Асо у Јапану. Астрономи су такође пријављивали бљескове светлости и црвене облаке изнад кратера Алфонс и Аристарх. Докази прикупљени током програма Аполо (1961–1972) и са свемирских летелица без посаде из истог периода убедљиво су доказали да су метеорски удари, односно удари астероида за веће кратере, узроци настанака скоро свих лунарних кратера, а самим тим и већине кратера на другим телима.

### Одлике вулканизма
Вулканизам на Месецу други је по доминантности процес који је учествовао у обликовању његове коре. Облици вулканског рељефа представљени су вулканима, пирокластичним наслагама и огромним равницама лаве. Иако Месец данас нема активне вулкане, њихов утицај на обликовање његове коре сачуван је због недостатка тектонике плоча на Месецу. Дакле, површина Месеца незнатно се мењала током његове геолошке историје. Лунарни вулканизам углавном је био ограничен на ближу страну Месеца, где су базалтне равнице лаве доминантна вулканска карактеристика. На обе стране Месеца пронађени су вулкани и равнице лаве.

## Власничка права
Outer Space Treaty забрањује државама право на поседовање небеских тела као што је Месец. УН-а који је ступио на снагу 1984. године вреди како за државе, тако и за физичка лица.
Упркос томе, Денис М. Хоуп је 1980. године пријавио своја власничка права на Месец у Сан Франциску. Како се нико није успротивио том потезу у времену од осам година, колико је време жалбе, Хоуп је основао правну фирму (Lunar Embassy legal), која има право продаје парцела на Месецу. УН и Међународна астрономска унија сматрају тај његов потез преваром.

### Месечеве мене
- „US Naval Observatory: фазе Месеца за све датуме од 1800-2199.”. Архивирано из оригинала 17. 11. 2015. г.
- Тренутна Месечева фаза

### Свемирске мисије
- Дигитални Месечев фотографски атлас
- Архива Пројекта Аполо
- „Clementine претраживач Месечевих слика”. Архивирано из оригинала 30. 12. 2009. г.
- NASA | A View From The Other Side, поглед на „другу страну“ Месеца, Јутуб

### Наука
- Образовно огледало: Опчињени месецом (РТС Образовно-научни програм - Званични канал)
- Месец — Rosanna and Calvin Hamilton
- „Месец — Bill Arnett”. Архивирано из оригинала 25. 12. 1996. г.
- Нестални Месец — Kevin Clarke
- Удружење за Месец (непрофитни образовни сајт)
- „Геолошка историја Месеца — Don Wilhelms” (PDF). Архивирано из оригинала (PDF) 07. 03. 2006. г.

### Мит и фолклор
- „Да ли ствари полуде кад је месец пун? — Cecil Adams”. Архивирано из оригинала 16. 05. 2008. г.
- Једном на плавом Месец — Шта је плави Месец? — Ann-Marie Imbornoni

### Остало
- „Зашто Месец изгледа већи близу хоризонта?”. Архивирано из оригинала 25. 11. 2004. г.
- Свеобухватни водич кроз Месец — moonpeople.com
- „Удаљеност Земље и Месеца, илустровано”. Архивирано из оригинала 15. 01. 2006. г.
- Либрација Месеца — Зашто Земља изгледа нешто већа од 50% Месечева површине